# HSL-R
HSL-R è un EP di remix del gruppo hip hop italiano Assalti Frontali, uscito nel 2005.
Il disco presenta remix delle tracce del disco Hic Sunt Leones (uscito nel 2004), remixate da  DJ e gruppi italiani.

## Tracce
1. Un cannone me lo merito (Casasonica rmx)
2. Un cannone me lo merito (Guerilla rmx)
3. Denaro gratis (Epicentro rmx)
4. Denaro graris (Torpedo rmx)
5. Rotta indipendente  (Resistenza rmx)
6. Rotta indipendente (Rise again rmx)
7. In periferia (Gli Inquilini rmx)
8. Denaro gratis (Slowgree rmx)